# Kompensation (Medizin)
Unter Kompensation, von lateinisch compensatio   „Ausgleich“, „Ersatz“, versteht man in der klinischen Medizin den Ausgleich eines abnormen Zustandes durch eine Veränderung eines anderen Zustandes.
Ist dieser Ausgleich nicht mehr möglich, kommt es zur Dekompensation.
Bei der Kompensation handelt es sich um:
- den Ausgleich  einer verminderten Leistung durch gesteigerte Tätigkeit, z. B. eine ventrikuläre Hypertrophie bei Herzklappenfehlern,
- den Ausgleich eines (teilweisen) Organausfalles oder eines Fehlens durch gesteigertes Wachstum zum Beispiel bei der Hypertrophie, z. B. bei einer einseitigen Nierenagenesie das überschießende Wachstum der Einzelniere
- die Anpassung (genannt auch Adaptation) an eine gestörte Funktion durch Gegenregulierung, z. B. bei der Verminderung des TSH bei Hyperthyreose, beim Goldblatt-Effekt bei Nierenarterienstenose oder nach Schädigungen des Hör- oder des Gleichgewichtsorgans[3]
- den Ausgleich einer Fehlstellung durch Haltungsänderung, z. B. an der Wirbelsäule bei der Scheuermann-Krankheit

In der Humangenetik wird der Begriff für eine kompensierende und/oder restaurierende Mutation mit teilweiser oder vollständiger Wiederherstellung der Funktion eines defekt gewordenen Genproduktes verwendet.
Dabei gibt es verschiedene Formen:
- intragene Restaurierung als Rückmutation
- intergene ausgleichende Mutation in einem anderen Gen, dessen Produkt mit dem ersten Genprodukt zusammenarbeitet
- Komplementation